# Муна Лі
Муна Лі (англ. Muna Lee; нар. 30 жовтня 1981) — американська легкоатлетка, яка спеціалізувалася на спринті.

## Спортивні досягнення
Фіналістка (5-е місце) олімпійських змагань з бігу на 100 метрів (2008).
Фіналістка двох олімпійських змагань з бігу на 200 метрів — 4-е місце у 2008 та 7-е місце у 2004.
Чемпіонка світу з естафетного бігу 4×100 метрів (2005). Фіналістка (4-е місце) чемпіонату світу з бігу на 200 метрів (2009). Фіналістка (7-е місце) чемпіонату світу з бігу на 100 метрів (2005).
Чемпіонка США з бігу на 100 метрів (2008). Віцечемпіонка США з бігу на 200 метрів (2004, 2008, 2009).
Віцечемпіонка США в приміщенні з бігу на 60 метрів (2005).